# The Man in the Saddle
The Man in the Saddle (Brasil: Na Pista dos Salteadores ) é um filme de faroeste norte-americano de 1926, dirigido por Lynn Reynolds e Clifford Smith, estrelando Hoot Gibson e com Boris Karloff.